# Pseudagrion
Genre
Pseudagrion est un genre d'insectes de l'ordre des odonates, du sous-ordre des zygoptères (demoiselles).

## Liste des espèces et sous-espèces

### Liste d'espèces
Selon NCBI (19 juil. 2013) :
- Pseudagrion acaciae
- Pseudagrion aureofrons
- Pseudagrion australasiae
- Pseudagrion bicoerulans
- Pseudagrion civicum
- Pseudagrion commoniae
- Pseudagrion decorum
- Pseudagrion gamblesi
- Pseudagrion glaucoideum
- Pseudagrion hageni
- Pseudagrion ignifer
- Pseudagrion kersteni
- Pseudagrion lindicum
- Pseudagrion massaicum
- Pseudagrion melanicterum
- Pseudagrion microcephalum
- Pseudagrion niloticum
- Pseudagrion nubicum
- Pseudagrion pacificum
- Pseudagrion palauense
- Pseudagrion pilidorsum
  - sous-espèce Pseudagrion pilidorsum pilidorsum
- Pseudagrion pruinosum
- Pseudagrion rubriceps
- Pseudagrion salisburyense
- Pseudagrion sjoestedti
- Pseudagrion spencei
- Pseudagrion spernatum

Selon Catalogue of Life (19 juil. 2013) :
- Pseudagrion acaciae
- Pseudagrion aguessei
- Pseudagrion alcicorne
- Pseudagrion ambatoroae
- Pseudagrion ampolomitae
- Pseudagrion andamanicum
- Pseudagrion angolense
- Pseudagrion apicale
- Pseudagrion approximatum
- Pseudagrion arabicum
- Pseudagrion assegaii
- Pseudagrion aureofrons
- Pseudagrion australasiae
- Pseudagrion azureum
- Pseudagrion basicornu
- Pseudagrion bernardi
- Pseudagrion bicoerulans
- Pseudagrion bidentatum
- Pseudagrion buenafei
- Pseudagrion caffrum
- Pseudagrion calosomum
- Pseudagrion camerunense
- Pseudagrion celebense
- Pseudagrion cheliferum
- Pseudagrion chloroceps
- Pseudagrion cingillum
- Pseudagrion citricola
- Pseudagrion civicum
- Pseudagrion coarctatum
- Pseudagrion coeleste
- Pseudagrion coeruleipunctum
- Pseudagrion commoniae
- Pseudagrion coomansi
- Pseudagrion coriaceum
- Pseudagrion crocops
- Pseudagrion cyathiforme
- Pseudagrion daponshanensis
- Pseudagrion deconcertans
- Pseudagrion decorum
- Pseudagrion demorsum
- Pseudagrion deningi
- Pseudagrion dispar
- Pseudagrion divaricatum
- Pseudagrion draconis
- Pseudagrion dundoense
- Pseudagrion elongatum
- Pseudagrion emarginatum
- Pseudagrion epiphonematicum
- Pseudagrion estesi
- Pseudagrion evanidum
- Pseudagrion farinicollis
- Pseudagrion fisheri
- Pseudagrion fumipennis
- Pseudagrion furcigerum
- Pseudagrion gamblesi
- Pseudagrion giganteum
- Pseudagrion gigas
- Pseudagrion glaucescens
- Pseudagrion glaucoideum
- Pseudagrion greeni
- Pseudagrion grilloti
- Pseudagrion guichardi
- Pseudagrion hageni
- Pseudagrion hamoni
- Pseudagrion hamulus
- Pseudagrion helenae
- Pseudagrion hemicolon
- Pseudagrion hypermelas
- Pseudagrion igniceps
- Pseudagrion ignifer
- Pseudagrion incisurum
- Pseudagrion inconspicuum
- Pseudagrion indicum
- Pseudagrion ingrid
- Pseudagrion inopinatum
- Pseudagrion jedda
- Pseudagrion kaffinum
- Pseudagrion kersteni
- Pseudagrion kibalense
- Pseudagrion laidlawi
- Pseudagrion lalakense
- Pseudagrion lindicum
- Pseudagrion lorenzi
- Pseudagrion lucidum
- Pseudagrion lucifer
- Pseudagrion macrolucidum
- Pseudagrion makabusiense
- Pseudagrion malabaricum
- Pseudagrion malagasoides
- Pseudagrion malgassicum
- Pseudagrion mascagnii
- Pseudagrion massaicum
- Pseudagrion melanicterum
- Pseudagrion mellisi
- Pseudagrion merina
- Pseudagrion microcephalum
- Pseudagrion mohelii
- Pseudagrion newtoni
- Pseudagrion nigripes
- Pseudagrion nigrofasciatum
- Pseudagrion niloticum
- Pseudagrion nubicum
- Pseudagrion olsufieffi
- Pseudagrion pacificum
- Pseudagrion palauense
- Pseudagrion pelecotomum
- Pseudagrion perfuscatum
- Pseudagrion pilidorsum
- Pseudagrion pontogenes
- Pseudagrion pruinosum
- Pseudagrion pterauratum
- Pseudagrion punctum
- Pseudagrion quadrioculatum
- Pseudagrion ranauense
- Pseudagrion renaudi
- Pseudagrion risi
- Pseudagrion rubriceps
- Pseudagrion rubridorsum
- Pseudagrion rufocinctum
- Pseudagrion rufostigma
- Pseudagrion rusingae
- Pseudagrion salisburyense
- Pseudagrion samoense
- Pseudagrion schmidtianum
- Pseudagrion serrulatum
- Pseudagrion seyrigi
- Pseudagrion silaceum
- Pseudagrion simile
- Pseudagrion simonae
- Pseudagrion simplicilaminatum
- Pseudagrion sjoestedti
- Pseudagrion spencei
- Pseudagrion spernatum
- Pseudagrion spinithoracicum
- Pseudagrion starreanum
- Pseudagrion stuckenbergi
- Pseudagrion sublacteum
- Pseudagrion sudanicum
- Pseudagrion symoensii
- Pseudagrion syriacum
- Pseudagrion thenartum
- Pseudagrion tinctipennis
- Pseudagrion torridum
- Pseudagrion tricorne
- Pseudagrion trigonale
- Pseudagrion umsingaziense
- Pseudagrion ungulatum
- Pseudagrion ustum
- Pseudagrion vaalense
- Pseudagrion vakoanae
- Pseudagrion vumbaense
- Pseudagrion williamsi
- Pseudagrion williamsoni